# Vordere Eggenspitze
Die Vordere Eggenspitze (italienisch Cima Sternai Meridionale) ist ein 3385 m s.l.m. hoher Berg im Ilmenkamm der Ortler-Alpen. Sie liegt auf der Grenze zwischen den italienischen Provinzen Bozen – Südtirol und Trient im Nationalpark Stilfserjoch.

## Lage und Umgebung
Nördlich der Vorderen Eggenspitze befindet sich ein Kar, in dem Geröll und vereinzelte Firnfelder liegen, die einst einen großen Gletscher bildeten. Der Ostgrat der Vorderen Eggenspitze und der Nordostgrat der Hinteren Eggenspitze (Cima Sternai) begleiten das Kar, bis beide Grate und das Kar in den Grünsee (Lago Verde), einen Stausee in 2529 m Höhe, auslaufen.
Nach Nordwesten und Süden verläuft ein weiterer Grat, der Hauptgrat des Ilmmenkamms, der die Vordere Eggenspitze mit benachbarten Bergen verbindet: der Hinteren Eggenspitze im Nordwesten und der Gleckspitze (Collecchio) im Südosten. Zwischen den genannten Graten befinden sich Schutt- und Geröllhalden und kleinere Schneefelder.

## Stützpunkte und Erschließung
Auf die Vordere Eggenspitze führt kein markierter Steig, allerdings kann sie mit im letzten Teil leichter bis mittelschwerer Kletterei bestiegen werden. Stützpunkte für die Tour sind die Höchster Hütte (Rif. Canziani) ca. 2 km Luftlinie entfernt im Nordosten und der Rifugio Silvio Dorigoni im Südwesten.